# Градница (област Габрово)
 За другото българско село вижте Градница (Област Добрич).  
Граднѝца е село в Северна България, община Севлиево, област Габрово.

## География
Село Градница се намира на 14 km югозападно от град Севлиево, в северните подножия на Черновръшки рид, край десния (южния) бряг на река Видима и левия бряг на вливащата се в нея Граднишка река (Боазка река). Климатът е умереноконтинентален, почвите в землището са преобладаващо алувиално-ливадни. Надморската височина в центъра на селото е около 284 m, на югозапад нараства до към 330 m, а на североизток към река Видима намалява до около 250 m.
През Градница минава третокласният републикански път III-404 (Севлиево – Дебнево). От него в селото се отклонява общински път, който на юг се включва в общинския път GAB1165, водещ на юг през село Боазът към град Априлци, а на север – към Севлиево.
Източно от селото на малък десен приток на река Видима има два микроязовира и още един – северно от река Видима. Южно от селото край Боазката река има рибарник. Рибарник има и в близост с вливането на Боазката река във Видима.
Населението на село Градница, наброявало 2066 души при преброяването към 1934 г. и 1446 към 1992 г., наброява 901 (по текущата демографска статистика за населението) към 2019 г.
При преброяването на населението към 1 февруари 2011 г., от обща численост 996 лица, за 488 лица е посочена принадлежност към „българска“ етническа група, за 488 – към „турска“, за 14 не е даден отговор и за останалите няма данни в източника.

## История

### До създаването на третата българска държава
Западно от село Градница в местността „Поленица" има 3 тракийски надгробни могили от късножелязната епоха. На около 300 m южно от селото има останки от античната и средновековна крепост „Пречиста", важно звено от укрепителната система на Втората българска държава (Търновското царство), опожарена при турските нашествия. Селото възниква в съседство с крепостта. С името Градница се споменава в османотурски регистри от 1430 г., 1571 г., 1591 г., 1618 г., 1638 г. Според предположение, селото се споменава – с изопачено име, и от турския пътешественик Евлия Челеби.
Има предположения, че селището е съществувало още през XII – XIV век. Името на селото е старобългарско и означава „малка крепост“. Най-вероятно е наречено така заради близостта му до крепостта „Пречиста“.

### Църква
Няма сигурни данни кога е построена църквата в Градница, но по предание се знае, че тя е построена още през времето на османското владичество, а 20 – 30 години през османското владичество и 1 – 2 години след Освобождението е била джамия. Когато турците се изселвали, повикали по-видните хора от селото и предали джамията с условие да се направи църква. Църквата е осветена в 1885 г., а след 1955 г. е преустроена.

### Училища

#### Основно училище
През ноември 1881 г. в село Градница е открито начално училище с една паралелка и 15 ученика (момчета), ползващо помещение в турското училище в двора на джамията (мястото, където по-късно е построена църквата в селото). През следващата учебна година е наето за учебна стая бившето турско кафене. През 1886 г. е построена училищна сграда с 3 класни стаи. През периода 1921 – 1924 учебна година последователно са открити трите прогимназиални класа и училището става основно. От 1920 до 1925 г. е построена новата училищна сграда с 13 класни стаи. От 1992 г. наименованието на училището в Градница е променено на Основно училище „Свети свети Кирил и Методий“.

#### Практическо селскостопанско училище
През 1923 – 1924 учебна година в сградата на основното училище е открито и Държавно практическо земеделско училище, което съществува в селото до 1946 г., а от 1959 г. отново е открито под наименованието Практическо зимно земеделско училище. В него се обучават кадри по специалностите овощарство, пчеларство, бубарство, шев и готварство, правоспособни трактористи за нуждите на селското стопанство. През 1964 г. училището е преименувано на Практическо селскостопанско училище. Закрито е през 1970 г.

#### Училище по автотранспорт
През учебната 1970 – 1971 г. се открива Средно професионално техническо училище по автотранспорт, което първоначално се помещава в сградата на основното училище. Открива се с ведомствена подчиненост на Министерството на транспорта. Със заповед № РД-14-10 от 1 април 1986 г. на Министерство на народната просвета се преобразува в Средно професионално техническо училище по транспорт. От 1997 г. училището преминава на подчинение на Министерство на образованието, науката и технологиите. През учебната 1996 – 1997 г. се открива паралелка с четиригодишен курс на обучение по специалност „Автомобили и кàри“. Подготвя средни специалисти по автотранспорт и водачи на моторни превозни средства.

### Потребителна кооперация
През 1905 г. се основава Земеделско спестовно заемно сдружение – село Градница за влогонабиране, кредитиране на членовете си със заеми и извършване на общи продажби. През 1922 г. сдружението се преименува на Кредитна кооперация „Подкрепа" – село Градница със същия предмет на дейност. През 1948 г. кооперацията се преименува на Всестранна кооперация „Подкрепа“ – село Градница със стопанска дейност: търговия със стоки за потребление, обществено хранене, изкупуване на селскостопански произведения, производства от местно значение и представителство на БНБ по влогонабиране. През 1952 г. кооперацията се преименува на Селкооп „Подкрепа“ – село Градница със същия предмет на дейност, а през 1958 г. – на Потребителна кооперация (Потребкооп) „Подкрепа“ – село Градница със същия предмет на дейност. Кооперацията се управлява и ръководи от общото събрание на членовете си, а в периода между общите събрания – от управителен съвет, избиран от общото събрание. Контролният съвет, който се избира също от общото събрание, извършва контрол по изпълнение на решенията на общите събрания и на управителния съвет, и на финансово-счетоводната дейност. За периода от 1 януари 1963 г. до юли 1973 г. кооперацията развива следната дейност: търговия на дребно, обществено хранене, изкупуване на селскостопански произведения и вторични суровини, хлебопроизводство, изваряване на ракии на частни лица и месодобив. През 1979 г. се учредява Районна потребителна кооперация (РПК) – село Градница с дотогавашните потребителни кооперации в селата Градница, Душево, Столът, Млечево, Бериево, Дамяново и Хирево, считано от 1 март 1980 г. Кооперацията съществува до края на март 1988 г. и се разделя, при което потребителната кооперация в село Градница намалява района си на действие до този на дотогавашния клон на РПК в селото.

### ТКЗС
През 1948 г. при Всестранна кооперация „Подкрепа“ – село Градница се основава трудово земеделски производителен отдел със самостоятелен баланс, стопанска сметка и отговорност. През 1950 г. общото събрание на членовете на отдела приема примерния устав на ТКЗС и от тази дата отделът се обособява като Трудово кооперативно земеделско стопанство (ТКЗС) – село Градница. Целта на стопанството е с общи средства за производство, чрез групиране на земята, обобщаване на земеделския инвентар и животни и с общ труд да се създаде висока производителност на труда и да се осигури по-добър живот на членовете му. През 1953 г. стопанството носи името ТКЗС „Победа“. Във връзка с решение на БКП и правителството за обединяване на по-малките стопанства в по-големи, от 1 януари 1959 г. ТКЗС в селата Дамяново, Бериево, Сенник, Душево, Хирево, Градница, Млечево и Столът се обединяват в едно стопанство – Обединено трудово-кооперативно земеделско стопанство (ОТКЗС) „Владимир Илич Ленин“ – село Сенник. На 28 февруари 1959 г. ОТКЗС се разделя на няколко стопанства, като ТКЗС – село Градница се връща към територията си преди 1959 г. Дейността се развива в следните направления: растениевъдство – полевъдство и ливадарство; зеленчукопроизводство, овощарство, лозарство и други; животновъдство – говедовъдство, свиневъдство, овцевъдство, птицевъдство, пчеларство и други. Стопанството има и спомагателни и странични дейности, като: коларо-железарска работилница, тухларница, мелница, ярмомелка, каменна кариера, дъскорезница, дърводелска работилница, варджийница и други. От 1970 г. стопанството става член на създадения Аграрно-промишлен комплекс (АПК) „Росица“ – Севлиево. Със създаването на селищна система – село Градница по решение на Окръжния народен съвет – Габрово се създава АПК – село Градница. На това основание от 1 януари 1978 г. стопанството в село Градница преминава на подчинение към АПК – село Градница като клоново стопанство на самостоятелен баланс и банкова сметка. От 1 януари 1984 г. клоновото стопанство се трансформира в Животновъдна-фуражна бригада (ЖФБ) – село Градница. След закриването през октомври 1987 г. на Граднишката община се закрива и АПК – село Градница, а стопанството преминава от 1 януари 1988 г. като селскостопанска бригада към АПК „Росица“ – Севлиево. След нови промени на организацията и наименованието, с Решение на Окръжния съд – Габрово № 22 от 11 януари 1993 г. се вписва в кооперативния регистър прекратяване и обявяване в ликвидация на стопанството – вече като ТКЗС – село Градница, и се определя ликвидационен съвет. През 1995 г. по разпоредби в ЗСПЗЗ дейността на ликвидационните съвети е прекратена и стопанството е заличено в регистъра на окръжния съд.

### Здравна служба
Здравната служба в село Градница е разкрита през 1914 г. Тя се помещава в частни сгради (до 1948 г.) и се завежда от фелдшерски персонал до 1938 г., а по-нататък от лекарски персонал. През 1946 – 1948 г. е построен здравен дом и здравната служба се нанася в него. През август 1948 г. към службата са разкрити зъболекарски кабинет и родилно отделение с 3 легла, аптечен пункт и детска и женска консултация. От 1 януари 1958 г. се открива стационар с 10 легла и дотогавашната здравна служба се преименува в Селски здравен участък със стационар. През 1962 г. от ТКЗС е закупена и предоставена на здравния участък санитарна линейка. Стационарът представлява малък филиал към вътрешното отделение на Районната обединена болница – Севлиево, където са лекувани по-леко болни. В края на 1972 г. са закрити стационарът и родилното отделение. Селският здравен участък – село Градница е закрит към края на 2000 г.

## Население
Преброяване на населението през 2011 г.
Численост и дял на етническите групи според преброяването на населението през 2011 г.:
|                     | Численост | Дял (в %) |
| Общо                | 996       | 100,00    |
| Българи             | 488       | 48,99     |
| Турци               | 488       | 48,99     |
| Цигани              | 0         | 0,00      |
| Други               | 0         | 0,00      |
| Не се самоопределят | 0         | 0,00      |
| Неотговорили        | 14        | 1,40      |

Исторически данни от преброяванията по етническа принадлежност.
| Етническа група     | 1893      | 1893  | 1900      | 1900  | 1905      | 1905  | 1910      | 1910  | 1920      | 1920  |
| Етническа група     | Численост | %     | Численост | %     | Численост | %     | Численост | %     | Численост | %     |
| ------------------- | --------- | ----- | --------- | ----- | --------- | ----- | --------- | ----- | --------- | ----- |
| Българи             | 1,205     | 87.3% | 1,341     | 90.1% | 1,509     | 89.7% | 1,292     | 98.6% | 1,655     | 89.5% |
| Турци               | 47        | 3.4%  | 9         | 0.6%  | 13        | 0.8%  | 9         | 0.7%  | 9         | 0.5%  |
| Цигани              | 127       | 9.2%  | 139       | 9.3%  | 160       | 9.5%  | 9         | 0.7%  | 186       | 10.1% |
| Други               | 2         | 0.1%  | 0         | 0.0%  | 0         | 0.0%  | 0         | 0.0%  | 0         | 0.0%  |
| Не се самоопределят | 0         | 0.0%  | 0         | 0.0%  | 0         | 0.0%  | 0         | 0.0%  | 0         | 0.0%  |
| Неотговорили        | 0         | 0.0%  | 0         | 0.0%  | 0         | 0.0%  | 0         | 0.0%  | 0         | 0.0%  |
| Общо                | 1,381     | 100%  | 1,489     | 100%  | 1,682     | 100%  | 1,310     | 100%  | 1,850     | 100%  |

Както се вижда от таблицата, в миналото населението на селото е било предимно българско. Въпреки това през социализма циганското население се е увеличило драстично. Не е ясно как циганите са се турцизирали през годините, но може да се предположи, че е заради религията, която изповядват. В днешно време българите в селото са предмно възрастни, докато циганите, които се самоопределят като турци са предимно младо население. В селото живеят и етнически турци, но те са няколко десетки предимно възрастни. Също така трябва да се отбележи, че една част от циганите в селото рабоят в Германия. На местните избори през 2023 г. е избран за кмет на селото Али Адемов Салиев с 283 гласа 61.8%

## Обществени институции
Село Градница към 2020 г. е център на кметство Градница.
В село Градница към 2020 г. има:
- действащо читалище „Паисий Хилендарски – 1908“;[33][34]
- действащо общинско основно училище „Свети, свети Кирил и Методий“;[35]
- Професионална гимназия по транспорт и машиностроене;[36]
- православна църква „Свети архангел Михаил“;[37]
- пощенска станция.[38]
- пенсионерски клуб.

## Поминък и стопанство
В Градница към 1981 г. се отглеждат главно зърнени и фуражни култури, трайни насаждения (праскови и малини), развиват се зеленчукопроизводство, говедовъдство и овцевъдство, построени са напоителен канал от Боазката река и микроязовири. В селото има цех за производство на електрически агрегати и цех към обувния завод „Сърп и чук" в Габрово.
В селото към 2020 г. има производствена база на фирма „Идеал Стандарт – Видима“ АД, която е специализирана в производството на смесителни батерии и аксесоари за оборудване на бани и кухни.

## Културни и природни забележителности

### Църква „Свети архангел Михаил“
Църквата „Свети архангел Михаил“ е построена през 1855 г. Изградена е в характерния архитектурен стил на XIX век, а надпис отбелязва годината на градежа и майсторите, които са я строили. Църквата е обявена за исторически паметник и към 2020 г. е добре поддържана.

### Крепост „Пречиста“
В непосредствена близост до с. Градница, на няколкостотин метра южно от селото, се намират археологическите руини на средновековната крепост „Пречиста“. Крепостта е издигната още по времето на Римската империя и е служела за отбрана на Русалийския проход, който е бил стратегическо място.
При проведените археологически разкопки е открита мощна отбранителна система. Крепостната стена върви по целия хълм от север на юг. Има запазена част от главната крепостна стена с височина от 2 до 3 метра и дебелина 2,60 – 3 метра. Открити са три порти, а на най-високото място на хълма се е намирала правоъгълна отбранителна кула.
Едно от интересните разкрития при разкопките е еднокорабната базилика, която е дълга 18.50 и широка 9.86 метра. По откритите предмети, оръжията, монетите и начина на градеж на крепостта археолозите датират Пречиста към III – IV в.н.е.
Крепостта е възстановена по време на Второто Българско царство, когато братята Асеневци издигат отбранитени крепости, които да пазят столицата Търново. От същия период са и крепостите край село Крамолин, Севлиево и Батошево.
Пречиста е съществувала до падането на България под османска власт, когато е разрушена напълно.
Днес до нея се стига по тесен път от село Градница, който се вие по билото на хълма.

### Защитена зона
Част от землището на село Градница попада в границите на Защитената зона по Директива 92/43/ЕЕС за запазване на природните местообитания и на дивата флора и фауна ЗЗ „Видима”, Код BG0000618.

## Личности
Родени
- Христо Пелитев (1927 – 2012), български писател-белетрист и журналист, дългогодишен главен редактор на в-к Стършел
- Марин Петров – проф. по икономика
- Проф. д-р Мария Михова – детски хирург

## Фотогалерия
- Градница
- Площад
- Училище
- Училищният двор
- Парк
- Парк